# 1K17 Sjatie
 (juin 2025).

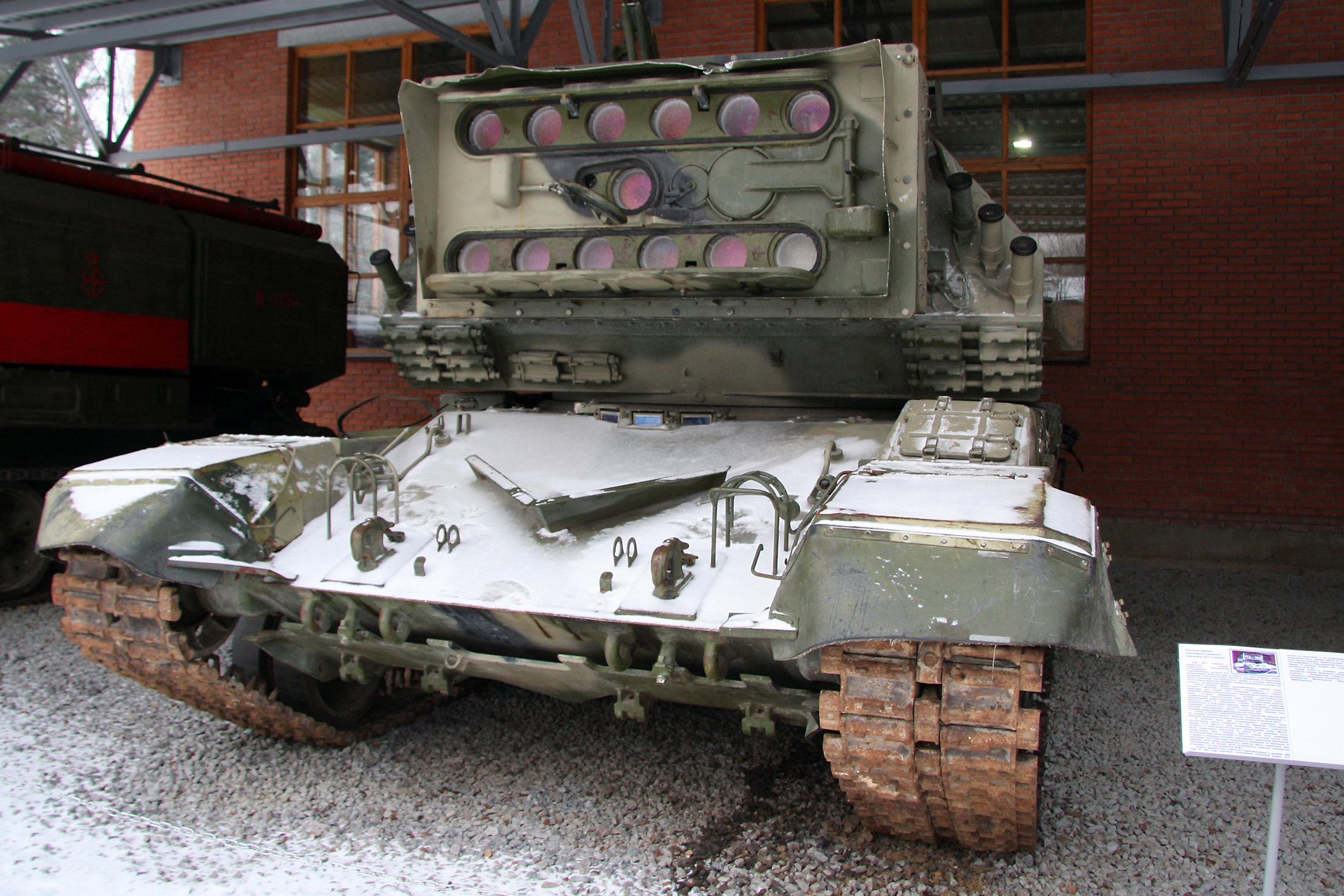
1K17 Szhatie.

Le 1K17 Szhatie (en russe : 1К17 Сжатие) est un laser militaire soviétique, mis en œuvre à l'aide du châssis du canon automoteur 2S19 Msta-S.
Dans les faits, il s'agit d'une arme à énergie dirigée prenant la forme de douze projecteurs laser montés dans la tourelle.
Il a été développé par l'Union des républiques socialistes soviétiques (URSS) afin de désactiver l'équipement optique et électronique des missiles, véhicules terrestres et aériens ennemis.

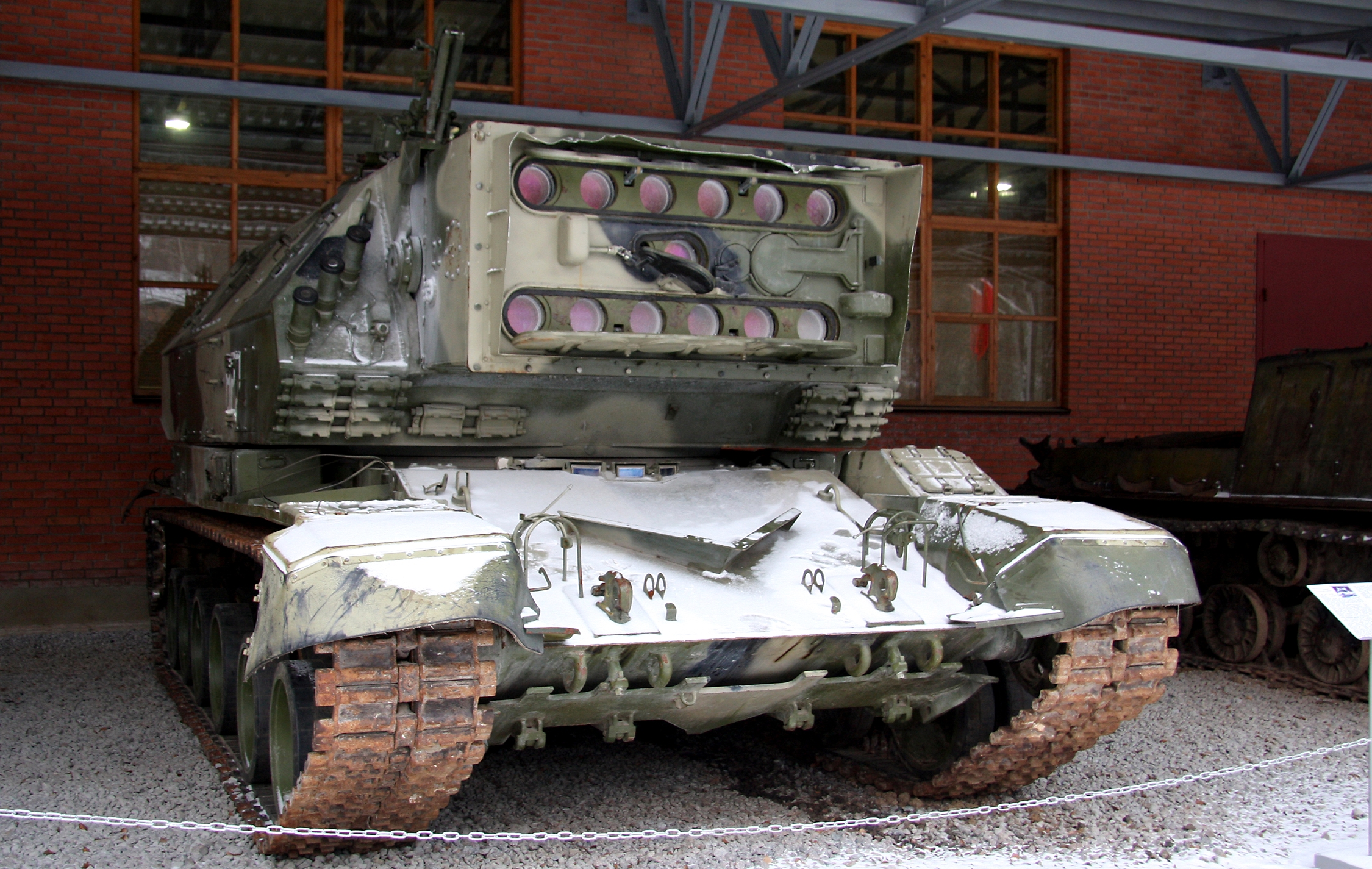
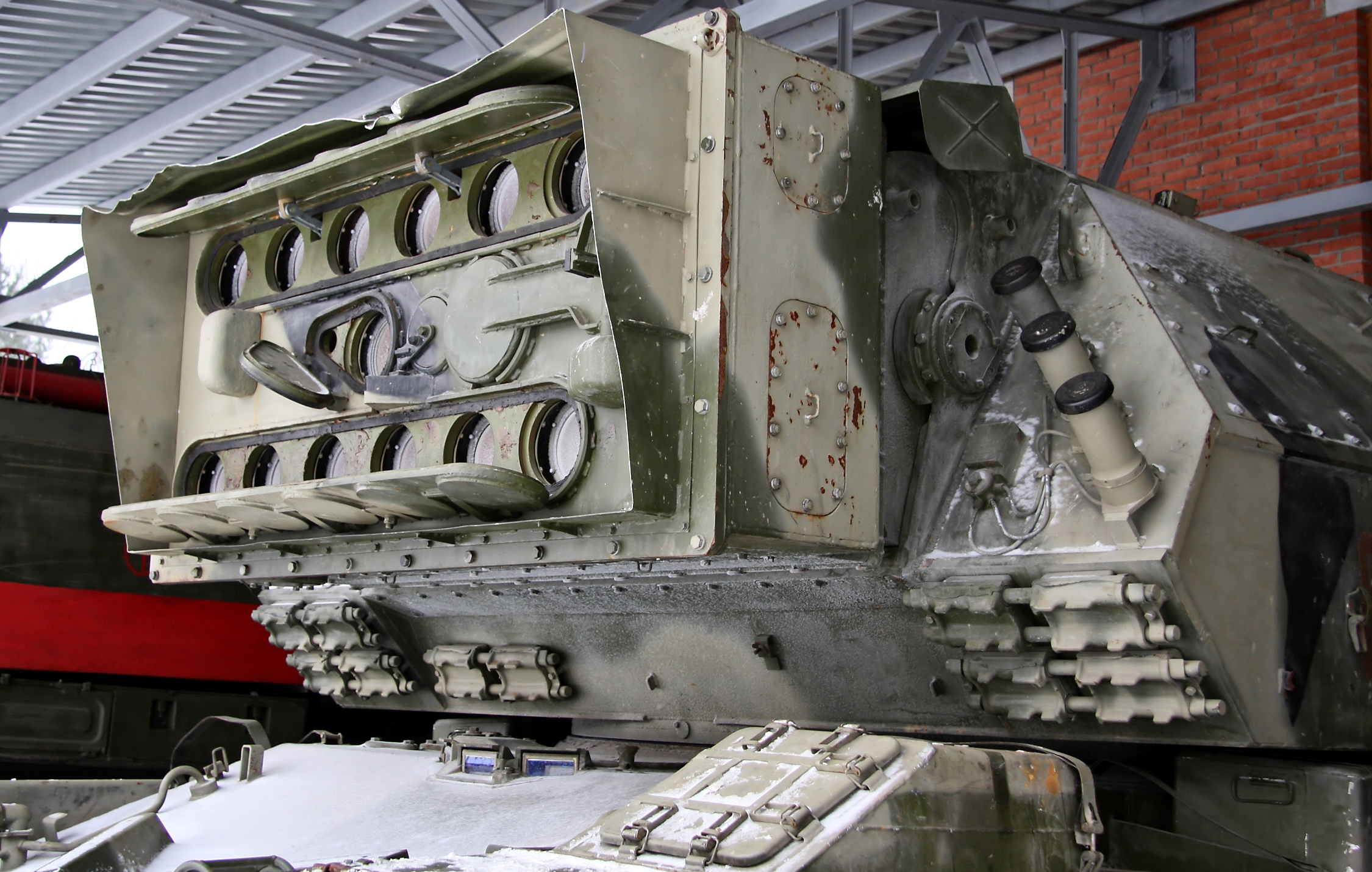
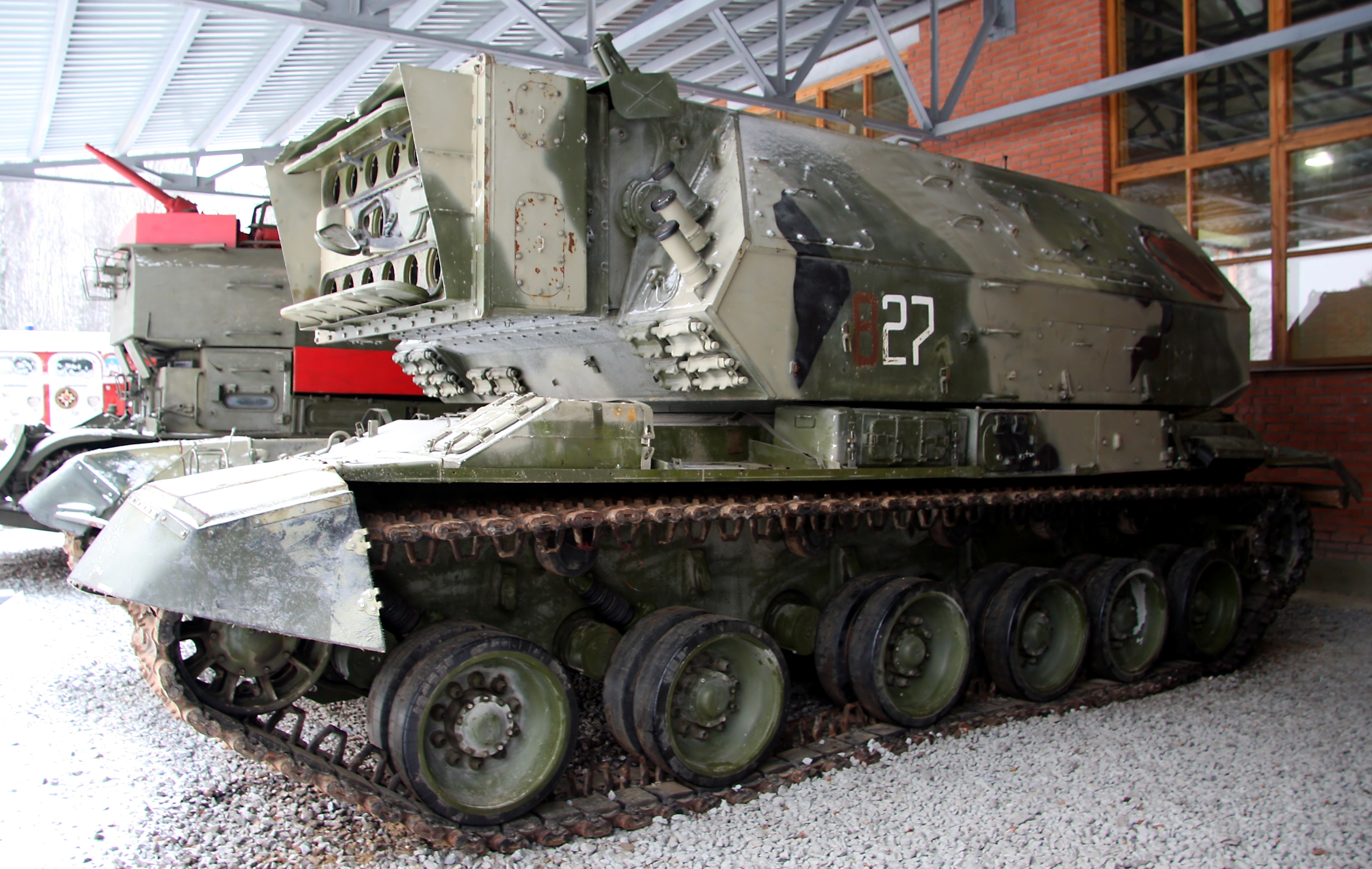
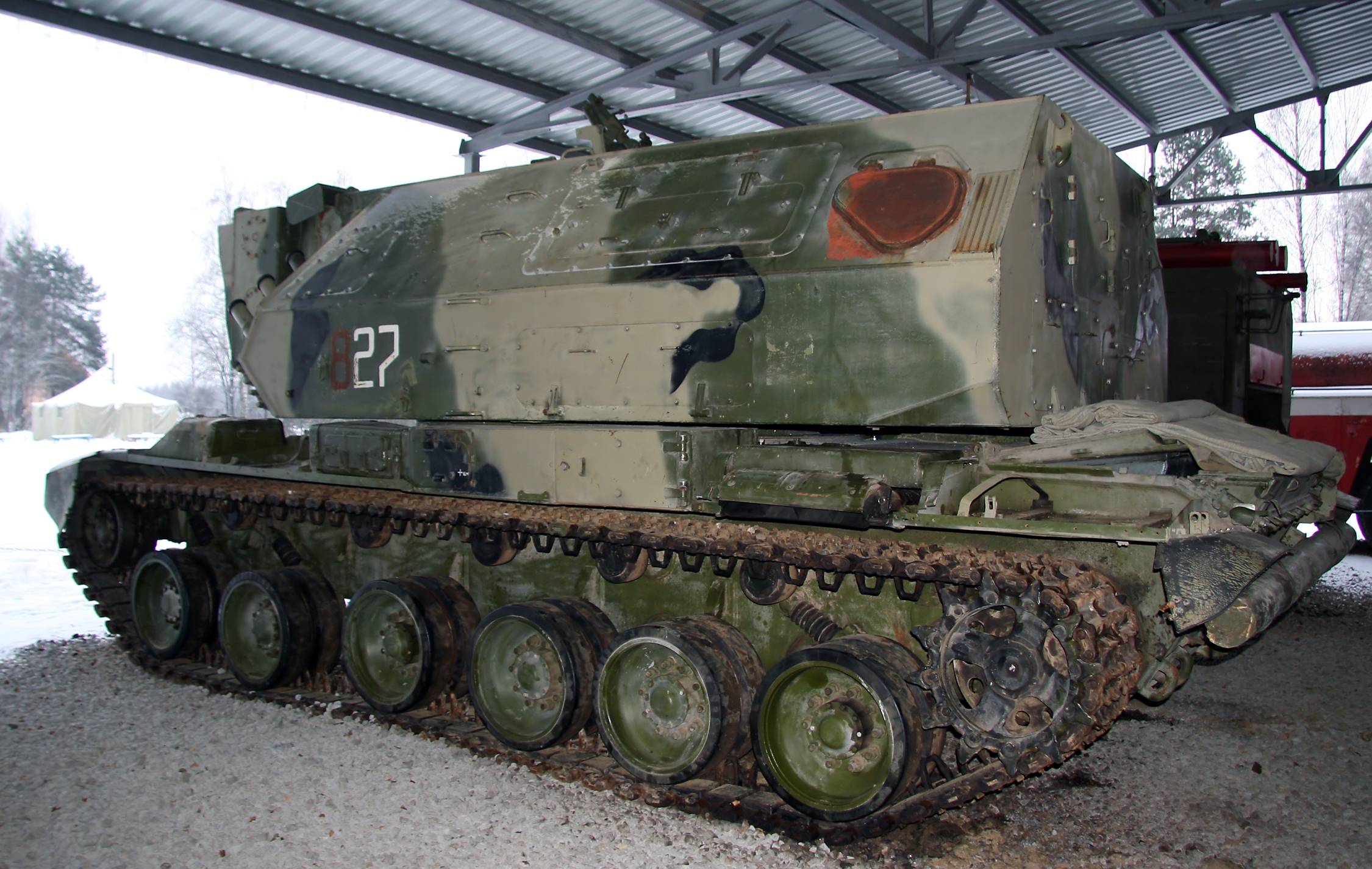

## Note et référence
1. ↑  (en-US) Mark Nash, « 1K17 Szhatie », sur Tank Encyclopedia, 3 septembre 2017 (consulté le 17 juin 2025)